# Юномаэ
Юномаэ (яп. 湯前町 Юномаэ-мати) — посёлок в Японии, находящийся в уезде Кума префектуры Кумамото. Площадь посёлка составляет 48,42 км², население — 4065 человек (1 августа 2014), плотность населения — 83,95 чел./км².

## Географическое положение
Посёлок расположен на острове Кюсю в префектуре Кумамото региона Кюсю. С ним граничат посёлок Тараги и сёла Мидзуками, Нисимера.

## Население
Население посёлка составляет 4065 человек (1 августа 2014), а плотность — 83,95 чел./км². Изменение численности населения с 1980 по 2005 годы:
| 1980 | 6038 чел. |  |
| 1985 | 5805 чел. |  |
| 1990 | 5514 чел. |  |
| 1995 | 5350 чел. |  |
| 2000 | 5018 чел. |  |
| 2005 | 4726 чел. |  |

## Символика
Деревом посёлка считается Chamaecyparis obtusa, цветком — рододендрон, птицей — Zosterops japonicus.